# Lista dos reis de Tiro
Esta é uma lista dos reis de Tiro, que inclui personagens da mitologia grega, personagens da Bíblia e reis citados pelos historiadores antigos.

## Mitologia grega
- Agenor, filho de Posidão e Líbia.[1]

## Primeiros reis
Com base em Flávio Josefo, Tiro foi fundada em 1255 a.C. 
| Dinastia de Abibaal |                   |                           |                                                               |       |
| Nome                | Início do governo | Duração do reinado (anos) | Notas                                                         | Fonte |
| Abibaal             | 1045 a.C.         | 19                        | Fundou sua própria dinastia.                                  | [ 2 ] |
| Hirão               | 1026 a.C.         | 34                        | Filho de Abibaal e contemporâneo de Davi e Salomão de Israel. | [ 2 ] |

## Reis de Tiro
A duração do reinado é dada em anos, exceto onde outra unidade é usada.
| Nome | Início do governo | Duração do reinado | Notas                                                                    | Fonte |
| --- | ----------------- | ------------------ | ------------------------------------------------------------------------ | ----- |
| Baal-Eser I | 991 a.C.          | 5                  | Filho de Hirão.                                                          |       |
| Abdastarto | 985 a.C.          | 9                  | Filho de Baal-Eser I.                                                    | [ 3 ] |
| Dinastia dos quatro irmãos                                                                                         |                   |                    |                                                                          |       |
| Deleastarto | 976 a.C.          | 12                 | Filho da babá de Abdastarto. Assassinado por Astarto.                    | [ 3 ] |
| Astarto | 946 a.C.          | 12                 | Foi assassinado por Astarimo                                             | [ 3 ] |
| Astarimo | 952 a.C.          | 9                  | Foi assassinado por Feles.                                               | [ 3 ] |
| Feles | 943 a.C.          | 8 meses            | Foi assassinado por Etbaal, terminando a dinastia.                       | [ 3 ] |
| Casa de Etbaal |                   |                    |                                                                          |       |
| Etbaal I | 942 a.C.          | 32                 |                                                                          | [ 3 ] |
| Baal-Eser II | 910 a.C.          | 6                  |                                                                          | [ 3 ] |
| Mategeno | 904 a.C.          | 9                  | Filho de Baal-Eser II. Conhecido como Matã I.                            | [ 3 ] |
| Pigmalião | 894 a.C.          | 47                 | Dido fugiu da tirania de seu irmão Pigmalião e fundou Cartago na África. | [ 3 ] |
| A partir do final do reinado de Pigmalião, os reis são desconhecidos até começar o início do reinado de Etbaal II. |                   |                    |                                                                          |       |
| Etbaal II | 633 a.C.          | 24                 | Contemporâneo de Assurbanípal da Assíria.                                | [ 3 ] |
| Baal | 609 a.C.          | 13                 |                                                                          | [ 3 ] |
| Ecnibaal | 599 a.C.          | 2 meses            |                                                                          | [ 3 ] |
| Quelbi | 599 a.C.          | 10 meses           |                                                                          | [ 3 ] |
| Abaro | 598 a.C.          | 3 meses            |                                                                          | [ 3 ] |
| Mitono | 598 a.C.          | 6 meses            |                                                                          | [ 3 ] |
| Gerastrano | 597 a.C.          | 6 meses            |                                                                          | [ 3 ] |
| Balator | 597 a.C.          | 1                  |                                                                          | [ 3 ] |
| Merbal | 596 a.C.          | 4                  |                                                                          | [ 3 ] |
| Hirão II | 592 a.C.          | 20                 | Em 572 a.C., Tiro foi destruída por Nabucodonosor II                     | [ 3 ] |

## Período persa
| Nome                             | Início do governo | Duração do reinado (anos) | Notas                                                          | Fonte       |
| -------------------------------- | ----------------- | ------------------------- | -------------------------------------------------------------- | ----------- |
| Matã IV (Mapem, filho de Siromo) | ?                 | ?                         | Rei de Tiro, participou da expedição de Xerxes contra a Grécia | [ 4 ] [ 5 ] |
| Azemilco                         | ?                 | ?                         | Rei de Tiro quando a cidade foi capturada por Alexandre        | [ 6 ] [ 4 ] |